# Albert Leth (skolemand)
 Der er flere personer med dette navn, se Albert Leth.
Albert Emil Leth (født 23. november 1822 i Lyngby, død 20. juni 1884 i Hobro) var en dansk skolemand. Han var søn af landfysikus Christian Leth og Josephine Petrine, født Jansen samt brodersøn til politikeren Albert Leth.
Leth blev student fra Metropolitanskolen 1840 og tog 1846 teologisk attestats. Efter i nogen tid at have været huslærer modtog han halv modstræbende 1847 en adjunktplads på Herlufsholm. I nogle skoleprogrammer har Leth udtalt 
sig om Undervisningsspørgsmaal, og 1865 leverede han en fortræffelig fortsættelse af H.B. Melchiors Historiske Efterretninger om Herlufsholm. Som lærer var Leth livfuld og hans undervisning fængslende; men hans sjældne evner som pædagog var det især, der gjorde ham til en pryd og udmærket støtte for opdragelsesanstalten, og det navnlig efter at han 1855 var bleven inspektør (fra 1858 med titel af overlærer) og derved var bragt endnu nøjere i forhold til skolens disciple. 
Den af naturen tungsindige mand glemte ved drengenes muntre færden sine legemlige og sjælelige plager, og disciplene mærkede, at de i Leth havde en lærer og opdrager, til hvem de kunde henvende sig, sikre paa at finde forståelse. Leth var født børneven; hans retfærdighedsfølelse, hans faste vilje, hans kærlighed til børnene, hans lune, hans omhu for de syge, alt dette vandt ham talrige og hengivne venner. Først efter en menneskealders velsignelsesrige virksomhed nødte tiltagende svagelighed ham til at tage sin afsked 1881 og flytte til København; 1883 købte han en villa i Hobro, hvor han døde ugift året derefter.